# Герб Філіппін
Герб Філіппін — один з офіційних символів держави, прийнятий в 1940.

## Опис
Це щит із сонцем Філіппін посередині, 8 променів якого представляють 8 областей (Батангас, Булакан, Кавіте, Маніла, Лагуна, Нуєва Екія, Пампанга і Тарлак); трьома п'ятипроменевими зірками, що представляють три острівні групи: Лусон, Вісая і Мінданао, що становлять Філіппінський архіпелаг. У синій області герба орел США, у червоній області праворуч — неприборканий лев — символ панування Іспанії (герб Королівства Леон) — колоніальне минуле Філіппін.
Напис на стрічці — Republika ng Pilipinas — «Республіка Філіппіни» мовою філіпіно.

## Історія

Герб Іспанської Ост-Індії (1565–1899).